# سكان سوريا
يتوزع سكان سوريا في محافظاتها الأربعة عشر ويتجمعون بكثافة عالية في مدن حلب وحمص ودمشق وحماة وما حولها، وما زال عدد من السوريين الدروز في المناطق المحتلة من هضبة الجولان يرزحون تحت الاحتلال ويقدر عددهم بنحو 40,000 نسمة.

## المقارنة التاريخية
| الفترة                                                                     | عدد الولادات سنويًا | عدد الوفيات سنويًا | زيادة عدد السكان سنويًا | معدل الولادات | معدل الوفيات | معدل التغير | معدل الخصوبة | معدل وفيات الرضع بالعام |
| -------------------------------------------------------------------------- | ------------------ | ----------------- | ---------------------- | ------------- | ------------ | ----------- | ------------ | ----------------------- |
| 1950–1955                                                                  | 187000             | 75000             | 112000                 | 51.2          | 20.5         | 30.6        | 7.23         | 180.1                   |
| 1955–1960                                                                  | 212,000            | 77,000            | 136,000                | 50.1          | 18.1         | 32.0        | 7.38         | 150.5                   |
| 1960–1965                                                                  | 241,000            | 76,000            | 165,000                | 48.5          | 15.3         | 33.3        | 7.54         | 121.8                   |
| 1965–1970                                                                  | 275,000            | 74,000            | 201,000                | 46.8          | 12.5         | 34.2        | 7.56         | 98.8                    |
| 1970–1975                                                                  | 322,000            | 70,000            | 252,000                | 46.3          | 10.1         | 36.2        | 7.54         | 77.3                    |
| 1975–1980                                                                  | 373,000            | 69,000            | 304,000                | 45.4          | 8.3          | 37.0        | 7.32         | 63.1                    |
| 1980–1985                                                                  | 417,000            | 66,000            | 351,000                | 42.8          | 6.7          | 36.1        | 6.77         | 49.9                    |
| 1985–1990                                                                  | 440,000            | 61,000            | 37,9000                | 38.4          | 5.3          | 33.1        | 5.87         | 36.2                    |
| 1990–1995                                                                  | 441,000            | 58,000            | 383,000                | 33.3          | 4.3          | 28.9        | 4.80         | 26.1                    |
| 1995–2000                                                                  | 447,000            | 58,000            | 389,000                | 29.7          | 3.8          | 25.8        | 3.96         | 20.8                    |
| 2000–2005                                                                  | 451,000            | 62,000            | 389,000                | 26.2          | 3.6          | 22.6        | 3.39         | 17.4                    |
| 2005–2010                                                                  | 465,000            | 69,000            | 396,000                | 23.9          | 3.5          | 20.4        | 3.10         | 15.0                    |
| المعدلات بالنسبة لألف مواطن؛ معدل الخصوبة: متوسط إنجاب المرأة خلال حياتها. |                    |                   |                        |               |              |             |              |                         |

## التوزع العرقي
يشكل العرب نسبة 93%، ثم يليهم الاكراد بنسبة 5%. وهناك أقليات أخرى مثل الأرمن ويتركزون في حلب، والسريان والآشوريون والشركس والتركمان والأرناؤوط وبعض الأقليات الأخرى. ويعيش معظم الأكراد في شمال محافظة الحسكة وعلى الحدود التركية.

## اللغات
اللغة العربية هي اللغة الرسمية والمتداولة بين السكان. والآرامية أو السريانية لغة سوريا الأقدم لا تزال متداولة بين السريان بمختلف لهجاتها، ويتحدث بها سكان قرى عديدة في سوريا مثل معلولا، جبعدين، بخعة والكثير من سكان صيدنايا ويبرود وفي شمال شرق سوريا في القامشلي والقحطانية والحسكة وقرى الخابور ومناطق أخرى. ولا تزال معظم مدن وقرى سورية تحمل أسماءها الآرامية القديمة. واللغات الأخرى الكردية الأرمنية التركمانية (خاصة في شمال محافظة اللاذقية) والشركسية متداولة أيضاً بين تلك المجموعات السكانية. أما اللغات الأجنبية المتداولة بشكل واسع فهي الإنجليزية وبشكل أقل الفرنسية.

## التوزع الديني
وحسب الإحصاء الرسمي عام 1985: 76.1% مسلمون سنة، و 11.5% علويون، و 3% دروز، و 1% إسماعيليون، و 4.5% مسيحيون، و 0.4% شيعة اثني عشرية. ويرى بعض الباحثين أن نسبة المسلمين السنة في سوريا لا تقل عن 80%. ويرى عبد الحليم خدام (نائب الرئيس السابق) أن العرب السنة مع الأكراد يمثلون نسبة 85% إلى جانب 9% من العلويين و 5% من المسيحيين (بعد أن هاجر كثير منهم).
أما في التقديرات الأميركية: 77 % من السكان مسلمون سنة، و 10 % علويون ومرشدون، 3% دروز وإسماعيليون وشيعة اثني عشرية، و 8% من السكان مسيحيون من طوائف مختلفة، وتوجد أيضا أقلية يزيدية في منطقة جبل سنجار على الحدود مع العراق.
عند الاستقلال كان كل الدروز يعيشون في محافظة السويداء وبعض القرى في شمال الجولان. ويعيش الإسماعيليون منذ الحروب الصليبية في جبال محافظة طرطوس (مصياف والقدموس والخوابي) إلى أن أذن لهم السلطان عبد الحميد الثاني باستيطان السلمية في محافظة حماة. وكان العلويون يعيشون في أعالي جبال محافظتي اللاذقية وطرطوس، وشجعهم السلطان عبد الحميد على استيطان ريف حمص وحماة، ويعيش السنة في المدن الساحلية. لكن نتيجة الهجرة من الريف إلى المدينة تغيرت التركيبة الاجتماعية.

### مسيحيو سوريا
دخلت المسيحية إلى سوريا في عهد باكر جداً في البدايات الأولى للمسيحة، ومنها انطلق عدد من الرسل وآباء المسيحية إلى العالم. يوجد في سوريا الكثير من المقدسات الهامة في تاريخ المسيحية وتعد أقدمها من أديرة وكنائس. بعد الفتح الإسلامي لبلاد الشام تحول أكثرهم للإسلام. حسب الإحصاء الرسمي عام 1985 يشكل المسيحيون حوالي 4.5% من سكان سوريا. وحسب بعض التقديرات الأميركية يشكلون حوالي 8%. عدد من مسيحيي سوريا انتقل إلى لبنان أثناء الحكم الفرنسي والكثير من العائلات المسيحية في لبنان هي عائلات سورية. كما هاجر الكثير منهم إلى البلاد الغربية عقب قوانين التأميم التي حدثت بعد استيلاء حزب البعث على السلطة. وتقدر الحكومة الأميركية عدد المهاجرين المسيحيين ما بين 1967 إلى 1968 بـ300,000 مسيحي. أكبر تجمع لهم هو وادي النصارى بين حمص وطرطوس.

## توقع السكان عام 2012
حسب إحصائيات المكتب المركزي للإحصاء عام 2010 لعدد السكان المسجلين في الأحوال المدنية وبعد زيادة عدد السكان المتوقع خلال عامين ::
6230500 حلب
2231000 حمص
2197500 حماة
2171500 ادلب
1959500 ريف دمشق
1826000 دمشق
1781500 دير الزور
1680000 الحسكة
1262000 اللاذقية
1182500 درعا
1059000 الرقة
978000 طرطوس
497000 السويداء
510000 القنيطرة* أغلب سكان القنيطرة يسكنون في ريف دمشق لكنهم مسجلين في القنيطرة
- هذه الإحصائية حسب سجلات السجل المدني حيث الكثير من السكان في دمشق وريفها مثلاً مسجلين في محافظاتهم الأصلية.

25576500 سوريا

هذه الإحصائية تتضمن عدد المسجلين بالمحافظة بغض النظر عن أماكن تواجدهم أو تنقلهم مثلة القنيطرة 510000 حوالي 90% منهم يسكنون في ريف دمشق

## إحصائيات
- التعليم: التعليم المدرسي والجامعي مجاني بكافة مراحله، وهو إلزامي منذ سن السادسة إلى الصف التاسع (نهاية مرحلة التعليم الأساسي)، والتعليم في سوريا ممتاز في كافة المراحل : المرحلة الابتدائية، الاعدادية، الثانوية، المعاهد المتوسطة والعالية بكافة أنواعها المهنية والتجارية والزراعية والصناعية والتكنولوجية، ومرحلة التعليم الجامعي لكافة التخصصات العلمية عبر عدد من الجامعات الحكومية والخاصة..
- الثقافة: مترسخة وبشكل جيد منذ مراحل التعليم الأولى وبنسب مرتفعة :-

كافة السكان:
79.8%

الذكور:
86.0%

الإناث:
73.6% (تقدير منظمة اليونسكو عام 2006)
- اللغة الرسمية: العربية
- عدد السكان: 23 مليون (تقدير2010)، هذا بالإضافة إلى 500,000 لاجئ فلسطيني، وحوالي مليون ونصف لاجئ عراقي.
- الكثافة السكانية: 105 نسمة/كم²
- النمو السكاني: 2.844% (تقدير 2007).
- نسبة المواليد:

33.56 births/1,000 population (2005 est.)
- نسبة الوفيات:

4.88 deaths/1,000 population (2005 est.)
نسبة وفاة المواليد:
29.53 وفاة لكل 1,000 ولادة حية (تقدير 2005).
الحياة المتوقعة عند الولادة:

كافة السكان:
70.03 سنة

الذكور:
68.75 سنة

الإناث:
71.38 (تقدير 2005).
- نسبة الخصوبة:

4 طفل يولد\امرأة (تقدير 2005)
- يوجد ما يقدر بحوالي عشرين مليون سوري من السوريين في دول العالم أهمها دول أمريكا الجنوبية والشمالية وأستراليا وبعض دول أوروبا.[بحاجة لمصدر]
- سكان الجولان: يسكن هضبة الجولان المحتلة من إسرائيل حوالي 40,000 نسمة، منهم 18,000 درزي في شمال الجولان، و 2,000 علوي، و 20,000 مستوطن إسرائيلي.

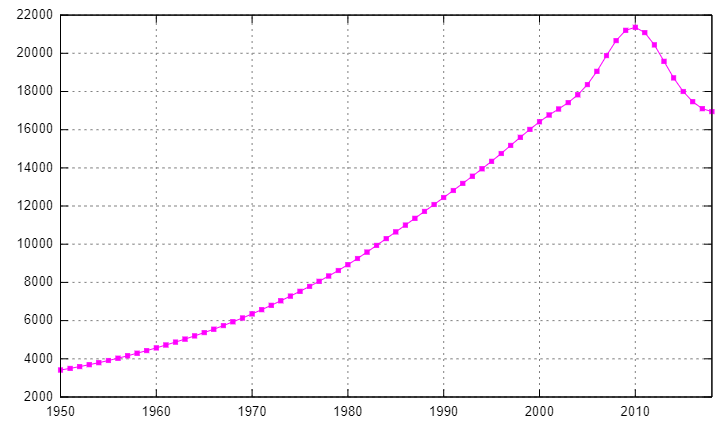
التوزع السكاني في سوريا، سنة 2005. عدد القاطنين بالآلاف.

## جداول ديموغرافية
- توزع السكان على المحافظات